# 가미무라 히코노조

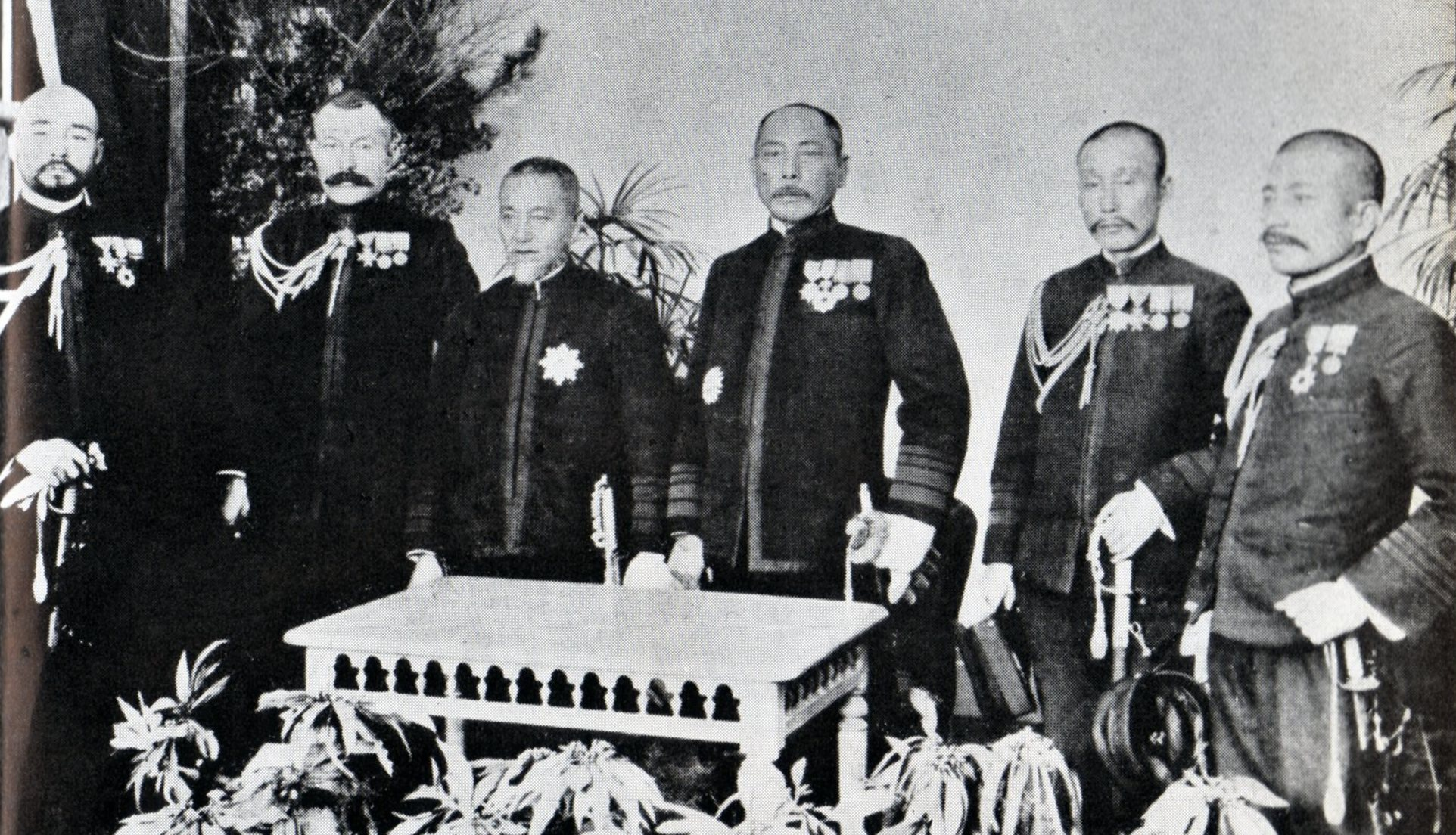
연합함대 수뇌부. 왼쪽부터 후나코시 가지시로, 시마무라 하야오, 도고 헤이하치로, 가미무라 히코노조, 가토 도모사부로, 아키야마 사네유키

가미무라 히코노조(일본어: 上村 彦之丞 카미무라 히코노조[*], 1849년 6월 20일 - 1916년 8월 8일)는 일본 제국 해군 군인이다. 최종 계급은 제독으로, 종2위 훈1등 공1급 남작이다. 별명은 ‘배를 탄 장군’이다. 러일 전쟁에서 큰 활약을 했으며, 특히 ‘울산 해전’과 ‘쓰시마 해전’은 그의 이름을 드높힌 공적이 되었다.
양자는 사이고 주도의 4남이자 사이고 다카모리의 조카 가미무라 쓰구요시.

## 생애
사쓰마번 한학 훈장 가미무라 도이치로(上村藤一郎)의 장남으로 사쓰마국 가고시마군 가고시마성 아래 히라노마치(현재의 가고시마현 가고시마시 히라노마치)에서 태어났다. 도바·후시미 전투, 아이즈 전쟁에 참전을 했다. 해군병학교 기숙사에 들어갔지만, 재적 중에 사이고 다카모리가 하야하자 히코노조도 가고시마로 돌아갔다. 그러나 사이고의 훈계로 다시 병학교 기숙사로 돌아왔다. 야마모토 곤노효에, 히다카 소노조 등이 행동을 같이하고 있었다. 재학 중 성적이 나빠, 후에 해병 2기에서 4기로 졸업했지만, 전체 학생이 응시한 시험에서 최하위를 기록했다. 운요호 함 승무원이 되었고 재교육을 받은 후 소위보 시험에 합격했다. 4기생으로 졸업했지만, 석차는 역시 최하위였다. 그러나 장관이 되고 나서는, 해군 교육본부장과 군무국장을 맡는 등 군정에서도 활약했다. 또한 상비 함대 사령관으로 지휘한 군사 학교 30기 원양 항해는 일본이 사령관 부임 후 했던 연습 함대의 시작이었다.
청일 전쟁에서는 ‘아키쓰시마’의 함장으로 출정했다. 제1유격대에 소속되어 풍도 해전에서 차오키앙(操江)을 항복시켰다. 이것은 일본 해군이 적의 군함을 항복시킨 최초의 사례였다. 이어 황해 해전에서도 무훈을 쌓았다. 러일 전쟁에서 제2함대 사령장관으로서 활약했고, 울산 해전에서 블라디보스토크 함대를 격파했으며, 쓰시마 해전에서는 자주적 판단으로 발틱 함대의 진로를 가로막아 전승의 중요한 요인을 제공했다. 1907년에 남작의 작위를 받았다.
전후는 요코스카 진수부 사령장관, 제1함대 사령관을 맡아 제독으로 퇴역되었다. 탁월한 군공으로 원수가 될 가능성도 있었지만 실현되지 않았다. 구로키 다메모토 육군 대장과 마찬가지로 강직하고 거친 성격으로 제대로 된 평가를 받지 못했다는 말도 있었다. 그러나 원수 취임은 대장으로 큰 공적을 쌓아야 한다는 조건이 붙어 있었으며, 러일 전쟁의 가미무라의 계급은 중장이었기 때문에 조건을 충족시키지 못했다.

### 러일 전쟁

#### 히타치마루 사건
개전 초기 제2함대 사령장관으로 보급 항로 방위의 책임을 맡고 있었지만, 동해 특유의 짙은 안개와 블라디보스톡 함대의 신출귀몰한 공격에 시달렸다. 히타치마루, 사도마루가 잇따라 격침되는 ‘히타치마루 사건’이 발생하면서 국방 책임자로서 규탄을 받게 되었다. 국회에서 야당 국회의원이 “짙은 안개 탓을 하고 있지만, 농무(濃霧)를 거꾸로 읽으면 무능이 되고, 가미무라는 무능하다”고 비판했으며, 민중은 ‘로탐 제독’(러시아 간첩이란 의미)이라고 비난을 퍼부으며 집에 돌을 던졌다. 이 사태에 부하들은 분개했지만, 히코노조는 “집의 안주인은 배짱이 두둑하니 괜찮다”라고 웃으며 상대하지 않았다고 한다. 히코노조의 아내는 매일 절에 다니며 적의 함대 발견을 기원했다.

#### 울산 해전
울산 해전에서는 블라디보스톡 함대를 전멸 직전까지 몰아붙였지만, ‘남은 탄약이 없음’이라고 쓰여진 전언용 칠판을 부하로부터 건네받고 공격을 중단했다. 화가 난 가미무라는 전언판을 내던지고, 짓밟았는데 주변에서는 숨도 쉬지 못했다. 그러나 한편으로는 침몰에 직면해 있으면서도 마지막까지 포격을 계속하고 있던 러시아 제국의 순양함 ‘류리크’의 승무원에게 “적이지만, 훌륭하다. 생존자는 모두 구출하고 정중하게 취급하라”고 명령하고 627명을 구조했다. 이 전과와 구조 활동이 알려지자 일본 국민은 손바닥 뒤집듯 가미무라를 칭찬하기 바빴다. 이때의 상황을 부른 군가 《히코노조 장군》은 오랫동안 일본 해군들이 애창했지만, 정작 가미무라 자신은 이 노래를 싫어했다고 한다.

#### 쓰시마 해전
쓰시마 해전에서 발틱 함대의 급선회 행동에 판단 오류를 범한 도고 헤이하치로의 지령에 대해, 제2함대 참모 사토 데쓰타로 중령의 정확한 의견 조언을 받아 들여 독단적인 전투 작전을 펼친다. 혼자서 발틱 함대를 추격하여 가까운 거리에서 공격했다. 가미무라의 판단과 행동이 쓰시마 해전의 승리를 확정 지었다. 또한 발틱 함대를 북쪽에서 돌아가 제1함대와 협공을 했고, 나중에 러시아 해군 장교로부터 “일본 해군 함대 운동은 바로 신처럼 보였다”는 찬사를 들었다.

## 관련 서적
- 『上村将軍言行録』平凡社, 1930년